# Hospital zum Heiligen Geist (Bützow)
Das Hospital zum Heiligen Geist, in Bützow im Landkreis Rostock in Mecklenburg, ursprünglich als landesfürstliche Stiftung mit Armen- und Siechenhaus im Kloster Bethlehem (Bützow) gegründet, ist mit den „Schloßpräbenden“ die älteste Soziale Einrichtung der Stadt Bützow. Die im Jahr 1566 gegründete Hospitalstiftung erlebte 1878 den Bau eines neuen Gebäudes am Pferdemarkt 5, das im charakteristischen Stil des Historismus errichtet wurde. Heute ist dieses Gebäude ein geschütztes Denkmal.

## Stiftungsgeschichte

### Die Hospitalstiftung
Nach der Reformation wurde das Kloster Bethlehem von der Herzogin Elisabeth, geborene königliche Prinzessin von Dänemark und Gemahlin des Administrators des Bistums Schwerin Herzog Ulrich, außerhalb des Rostocker Tores in ein fürstliches Armenhaus und Hospital umgewandelt. Der Herzog dotierte dem Armenhaus 50 Morgen Ackerland, drei Wiesen und ein Kapital von 5393 Goldgulden aus dem Besitzstand des aufgelösten Klosters. Zusätzlich wurden die Bauerndienste aus Passin und Baumgarten dem Armenhaus zugewiesen. Die Dotationsurkunde stammt vom 15. März 1571.

### Die Schloßpräbende zu Bützow
Die Schloßpräbende war eine selbstständige milde Stiftung, die im 14. Jahrhundert von den Bischöfen des Bistums Schwerin in ihrer Residenz Bützow gegründet wurde. Sie diente dazu, zwölf bedürftigen Menschen eine tägliche Mahlzeit im Schloss zu ermöglichen. Ursprünglich war vorgesehen, dass die Empfänger der Präbende als Gegenleistung den Schlossplatz kehrten. Später wurde jedoch auf diese Pflicht verzichtet und die Armen konnten weiterhin ohne diese Aufgabe ihre Mahlzeiten einnehmen. Schon im 15. Jahrhundert mussten die Bischöfe in ihrer Wahlkapitulation versprechen, die Stiftung beizubehalten. Ab 1639 wurden anstelle von täglicher Speisung Naturalien und Geldleistungen an die Bedürftigen verteilt. Drei dieser Präbendenstellen waren immer mit drei Freistellen im Hospital verbunden.

### Reorganisation
Am 30. Mai 1838 erhielt der Bützower Kriminalrat Friedrich von Wick den Auftrag, die Verwaltungsverhältnisse des Hospitalvermögens und der Schlosspräbende zu untersuchen und Verbesserungsvorschläge zu unterbreiten. Nach intensiven Vorbereitungen präsentierte von Wick am 1. September 1841 einen umfassenden Bericht, in dem er empfahl, das Hospital in eine Verpflegungs- und Heilanstalt für bedürftige Kranke umzuwandeln. Ziel war es, Missbräuche zu beseitigen und den ursprünglichen Zweck der Stiftung wiederherzustellen, wobei jedoch die Praxis des Einkaufens eingestellt werden sollte. Darüber hinaus schlug er Umbauten vor sowie den Erwerb eines angrenzenden Grundstücks. Am 1. November 1841 genehmigte die Regierung seine Vorschläge und plante, ihn aktiv in die Umsetzung einzubeziehen. Weitere Reformvorschläge fanden ebenfalls die Zustimmung des Großherzogs Friedrich Franz. Am 24. Mai 1852 übermittelte der Landesherr dem Kriminalrat von Wick ein Regulativ, das auf seinen Arbeiten basierte, und sprach ihm seine Anerkennung aus. Fortan unterstand die Anstalt der Evangelisch-Lutherischen Kirche und wurde von einem Vorstand geleitet, der aus den beiden Predigern der Stiftskirche sowie fünf weiteren Haushaltsvorständen bestand, die von der Oberbishöflichen Verwaltung ernannt wurden. Dieser Vorstand unterstand dem Superintendenten und dem Oberkirchenrat, die auch für die Prüfung der Rechnungen verantwortlich waren.

### Gegenwart der Stiftung
Die Stiftung setzt sich heute dafür ein, älteren, selbständigen Menschen einen Platz in einer christlichen Gemeinschaft zu bieten. Das Stiftungsvermögen wird verwendet, um die Betreuung und Pflege von Menschen im fortgeschrittenen Alter sowie von Personen, die Gesundheitsrisiken ausgesetzt sind, zu sichern und das Hospitalgebäude zu erhalten. Sie ist als kirchliche Stiftung privaten Rechts organisiert und unterliegt der Aufsicht des Landeskirchenamtes der Evangelisch-Lutherischen Kirche in Norddeutschland. Diese diakonische Einrichtung erfüllt nach wie vor ihren ursprünglichen Zweck und nimmt die in den Statuten festgeschriebene kirchlich-diakonische Aufgabe wahr.

### 16. und 17. Jahrhundert

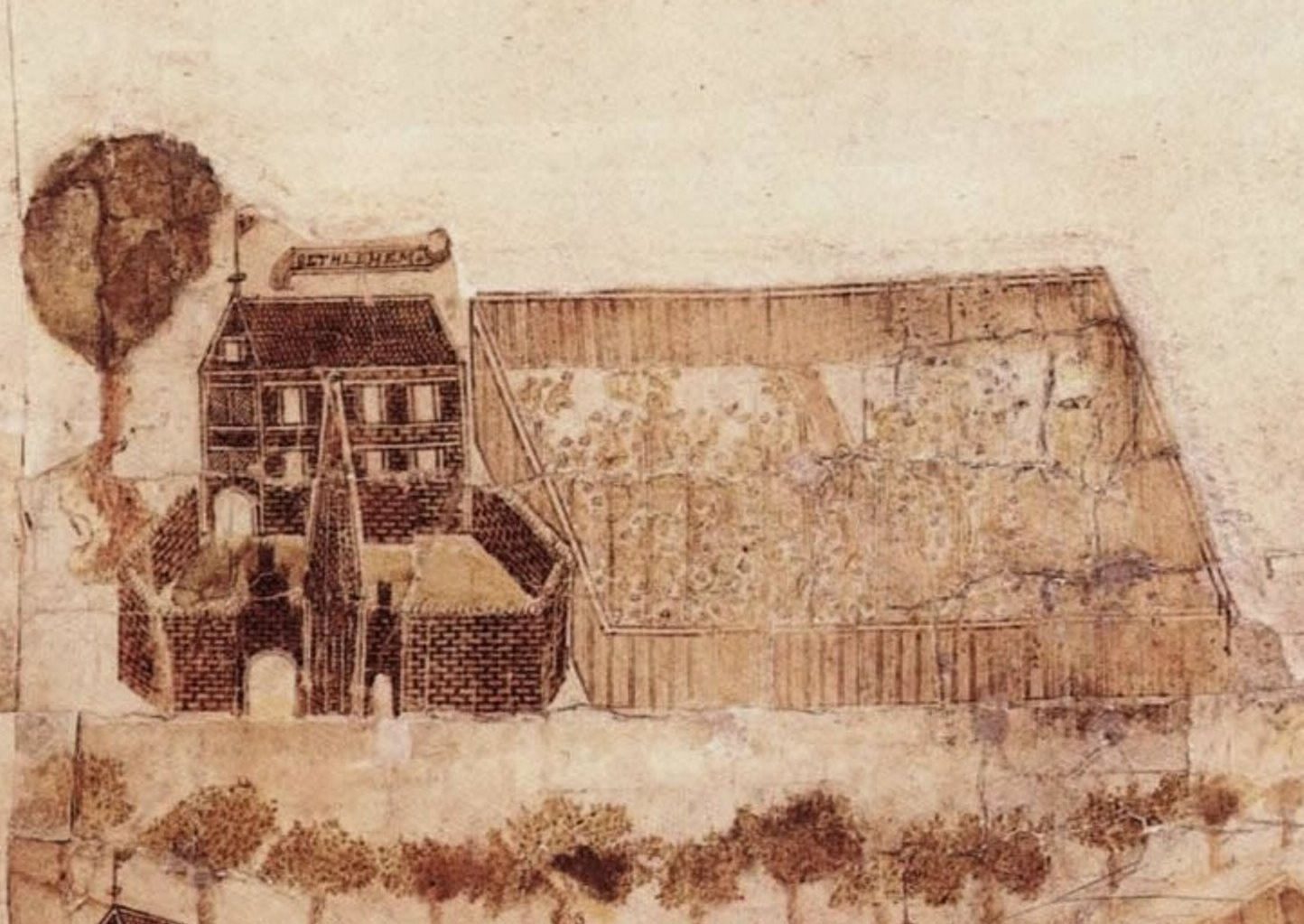
Kloster Bethlehem vor Bützow (Vicke Schorler Rolle 1586)

## Hospitalgebäude

### 18. Jahrhundert
Zu Beginn des 18. Jahrhunderts wurde in der Stadt ein Hospitalgebäude mit 24 Betten errichtet, gelegen auf einem Grundstück am Schnittpunkt zwischen dem Pferdemarkt und der 2. Wallstraße. Die Leitung des Domaniums  übernahm ein Provisor, der unter der Aufsicht des Dominialamtes Bützow-Rühn stand. Die Vergabe der Stellen erfolgte nach einem festgelegten System, bei dem die Präbenden käuflich erworben und in einer Liste verzeichnet wurden. Nach dem Tod eines Inhabers wurde die vakante Position an den nächsten auf der Liste vergeben. Der letzte Kirchen- und Hospitalprovisor war Friedrich August Wilhelm Block (1792–1856), ein Ratsmitglied und Senator zu Bützow.

### 19. Jahrhundert
Im Jahr 1864 stellte sich heraus, dass das alte Gebäude baufällig war und abgebrochen werden musste. Die Präbendaten mussten in der Stadt untergebracht werden und erhielten dafür Mietentschädigungen. Die anderen finanziellen Vergütungen blieben bestehen. Da die Mittel des Hospitals für den Neubau jedoch nicht ausreichten, wurde der Bau verschoben und sämtliche möglichen Ersparnisse wurden zurückgelegt.
In den Jahren 1878–1879 wurde das heutige Hospitalgebäude unter der Schirmherrschaft des Großherzogs errichtet.

## Architektur
Der backsteinerne Neubau im historistischen Stil, entworfen von Oberlandbaumeister Adolph Prahst, präsentiert sich als eleganter, Eck gestellter, zweigeschossiger Baukörper unter einem Satteldach, mit einem erhabenen Treppenturm und einem Kapellenturm. Rundbogenfenster verleihen dem Gebäude an allen Seiten einen harmonischen Charakter. Im Zentrum des von Risaliten umrahmten Treppenturms befindet sich ein zweiflügeliges Eingangsportal mit Rundbogen. Darüber thronen ein Rundbogenfenster und eine eindrucksvolle Inschrifttafel, die von einem sechseckigen, schiefergedeckten Spitzdach  und einer Helmspitze mit einer kunstvollen Wetterfahne gekrönt wird. Der Kapellenturm, ausgestattet mit einer rundbogigen Portaltür, wird durch ein Medaillon aus Terrakotta geschmückt, das den Kopf Christi darstellt, und ergänzte somit das eindrucksvolle Gesamtbild.

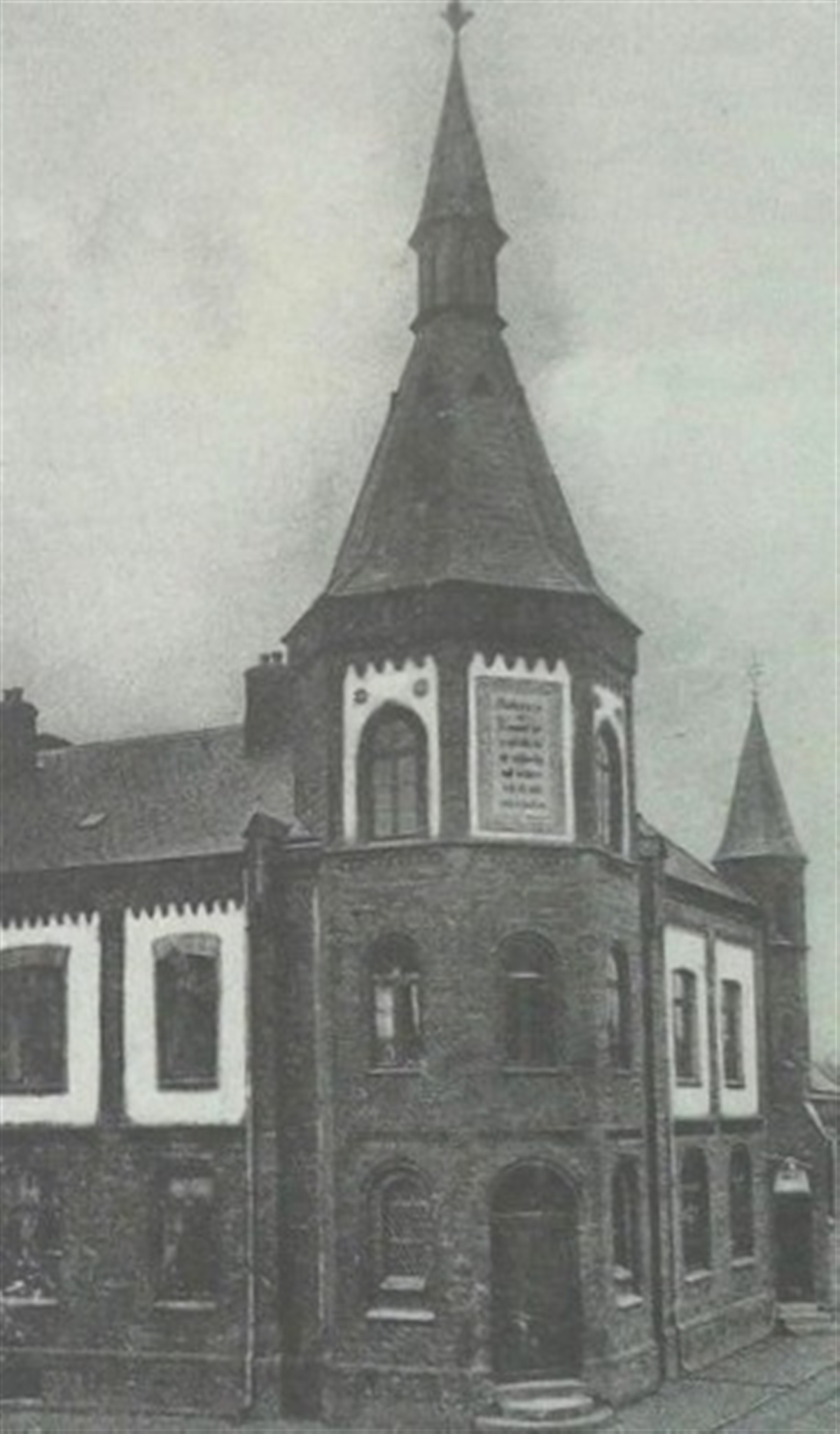
Hospital um 1900
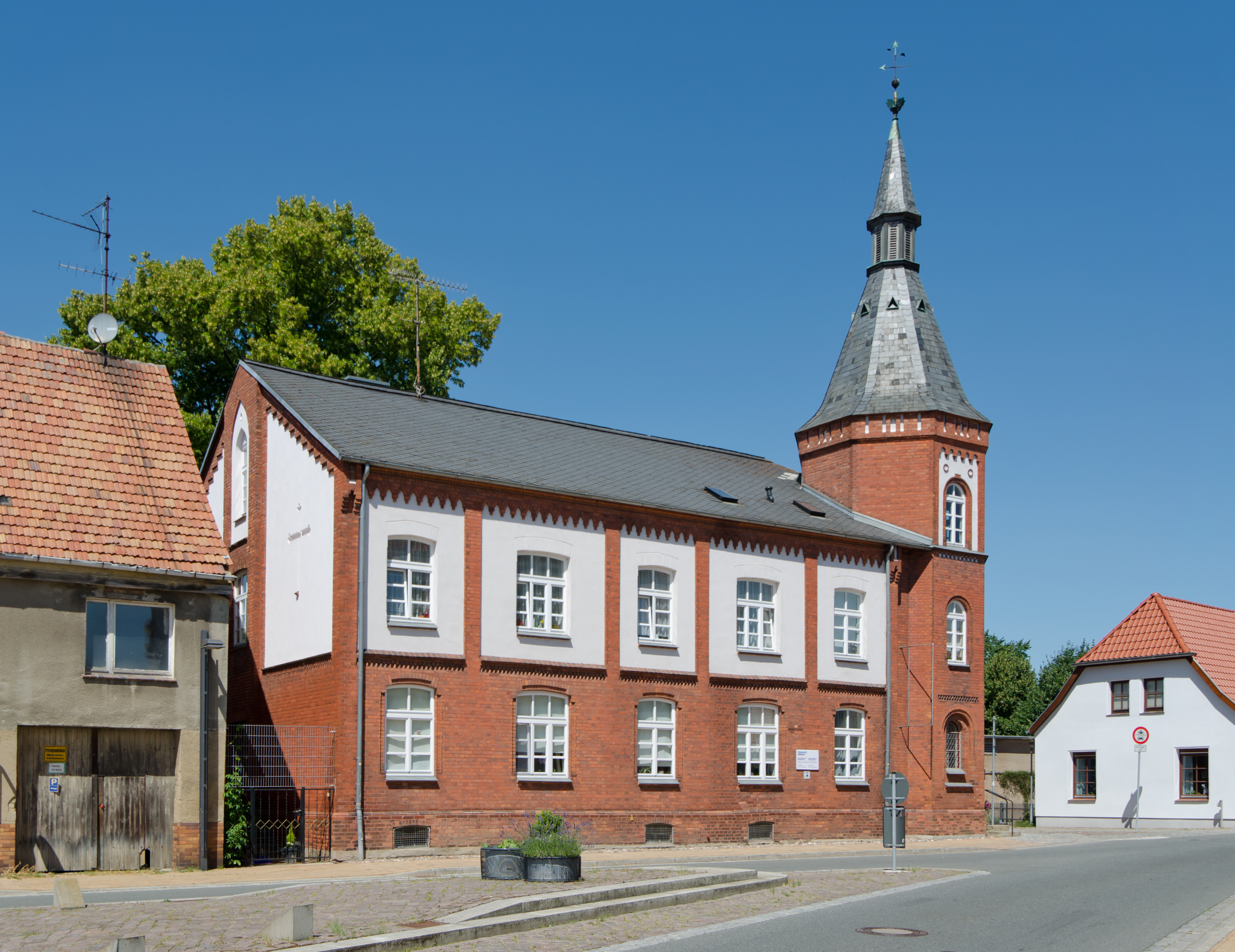
Straßenfront am Pferdemarkt
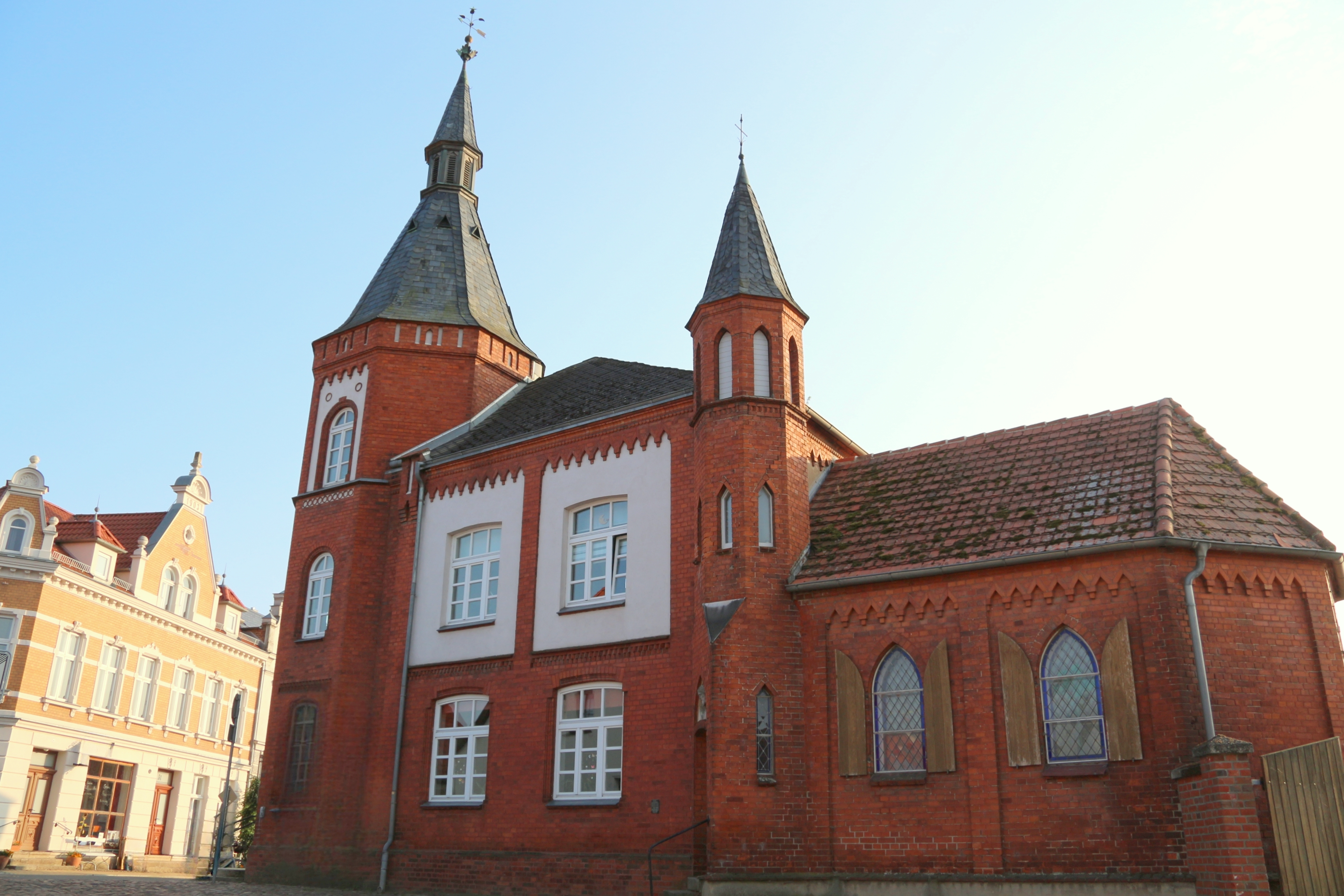
Seitenfront zur 2. Wallstraße
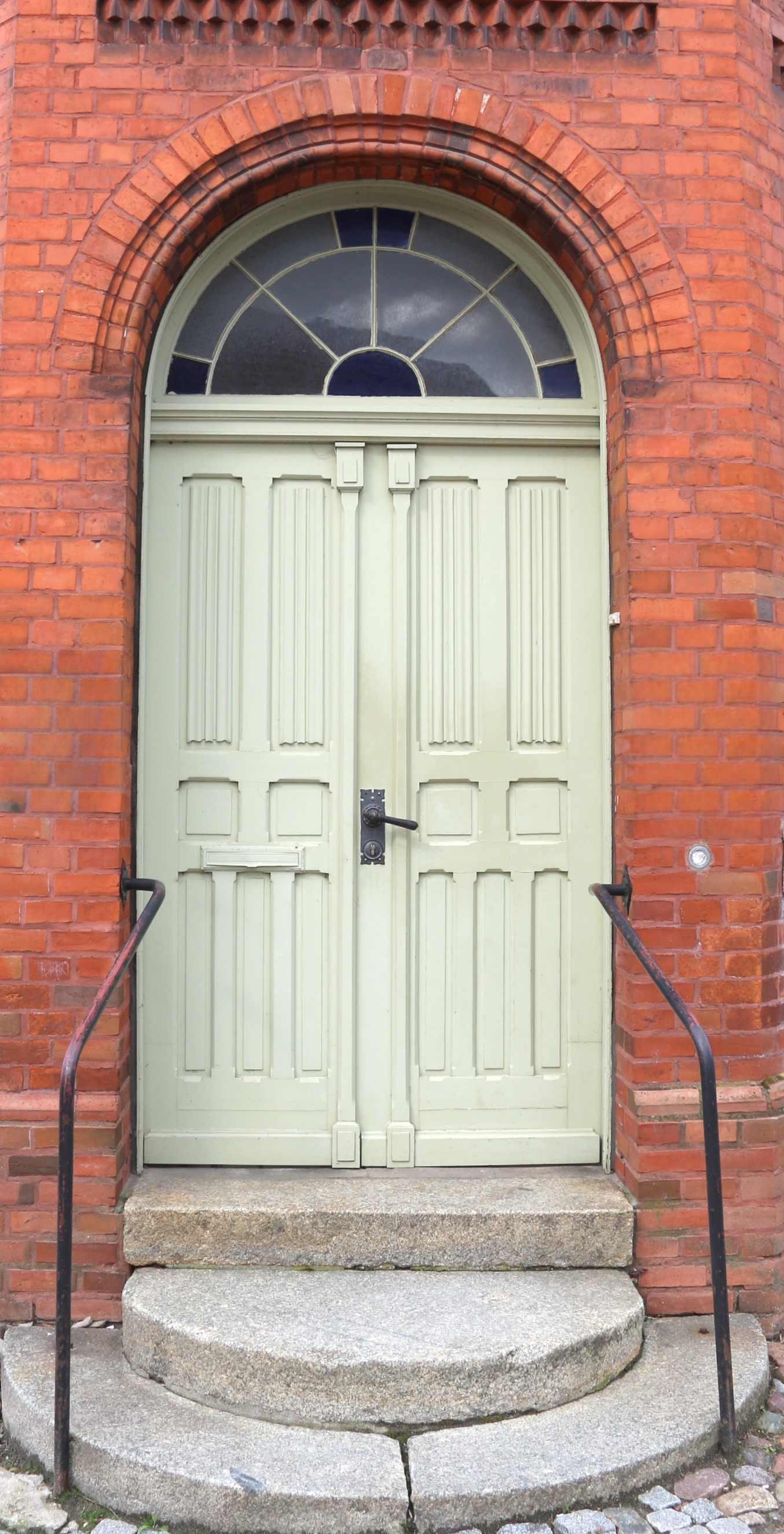
zweiflügeliges Eingangsportal
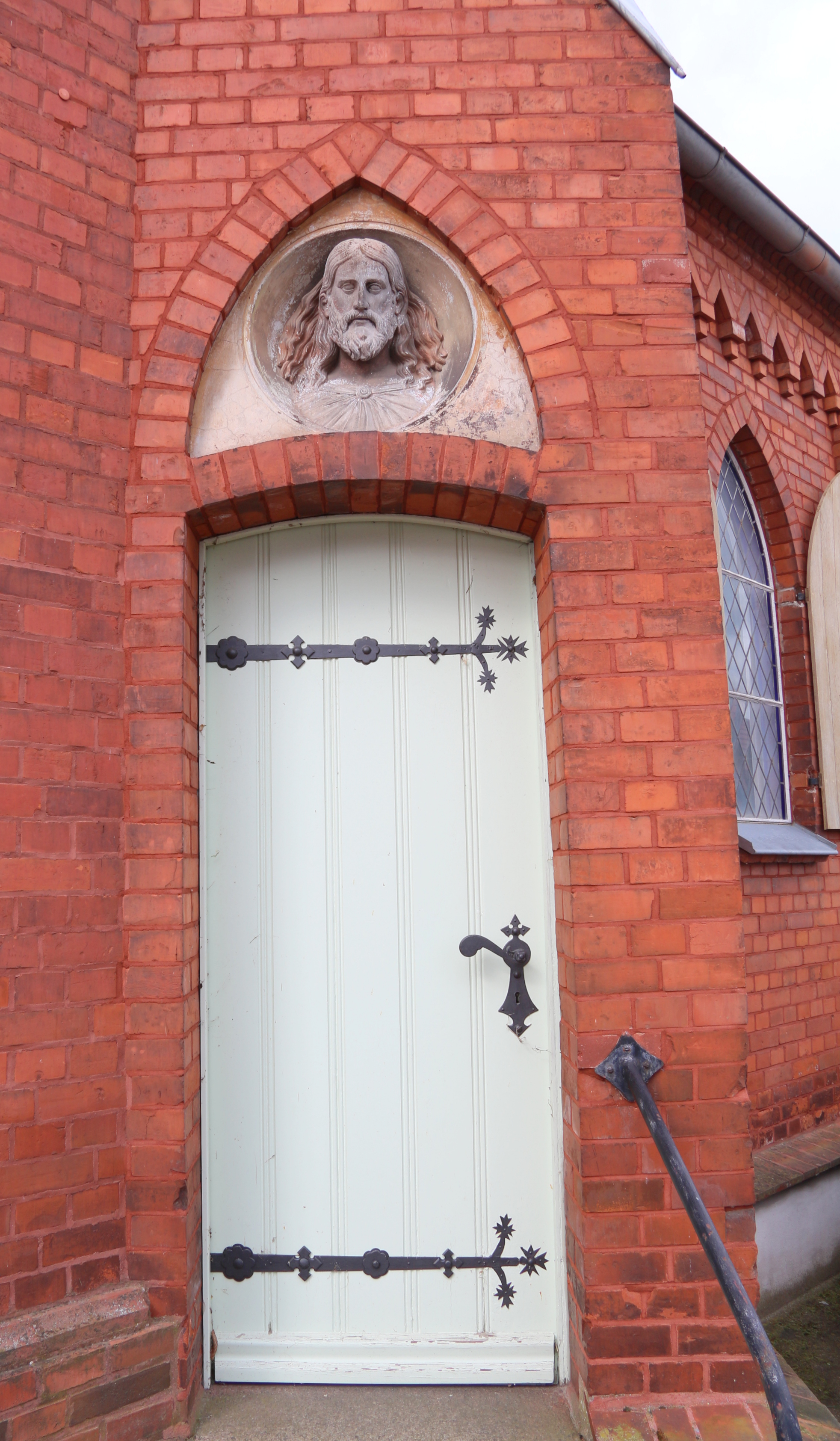
Kapellentür mit Medaillon

### Terrakotta-Medaillon
Adolph Prahst ließ sich, ähnlich wie später bei der Friedhofskapelle in Bützow, für das Medaillon über dem Eingang zur Kapelle des Hospitals von der Christus-Statue inspirieren, die 1839 vom dänischen Bildhauer Bertel Thorvaldsen für die Liebfrauenkirche von Kopenhagen geschaffen wurde.

### Sanierung
Zu Beginn der 2000er Jahre wurde das historische Hospitalgebäude einer gründlichen Sanierung unterzogen. Am 5. Mai 2015 zerstörte ein Tornado die Helmspitze des Treppenturms, die anschließend im Jahr 2016 repariert wurde. Die ursprünglich für Gottesdienste genutzte Kapelle wurde in den 2020er Jahren restauriert und dient heute als Radler-Pilgerrastplatz unter dem Namen „Haltepunkt Hospital“.

## Glocke

### Geschichte
Im Dachbereich des Treppenturms hängt bis heute die spätmittelalterliche Glocke aus dem Jahr 1506, die aus den Vorgängerbauten des Hospitals stammt. Der Glockenstuhl besteht aus einer schlichten, verstrebten Bockstrebenkonstruktion mit zwei Ständern, die auf der Dachbalkenlage des Turmdaches ruhen. Die Herkunft der Glocke ist bislang ungeklärt: Möglicherweise wurde sie bereits für die Kapelle des 1468 gegründeten Klosters Bethlehem zu Bützow gegossen, oder sie wurde erst von Herzogin Elisabeth für die 1566 ins Leben gerufene Hospitalstiftung aus Dänemark mitgebracht. Da die Glocke in keinem Verzeichnis aufgeführt war und somit offiziell nicht existierte, überstand sie mehr als 500 Jahre sowie die beiden Weltkriege unbeschadet.

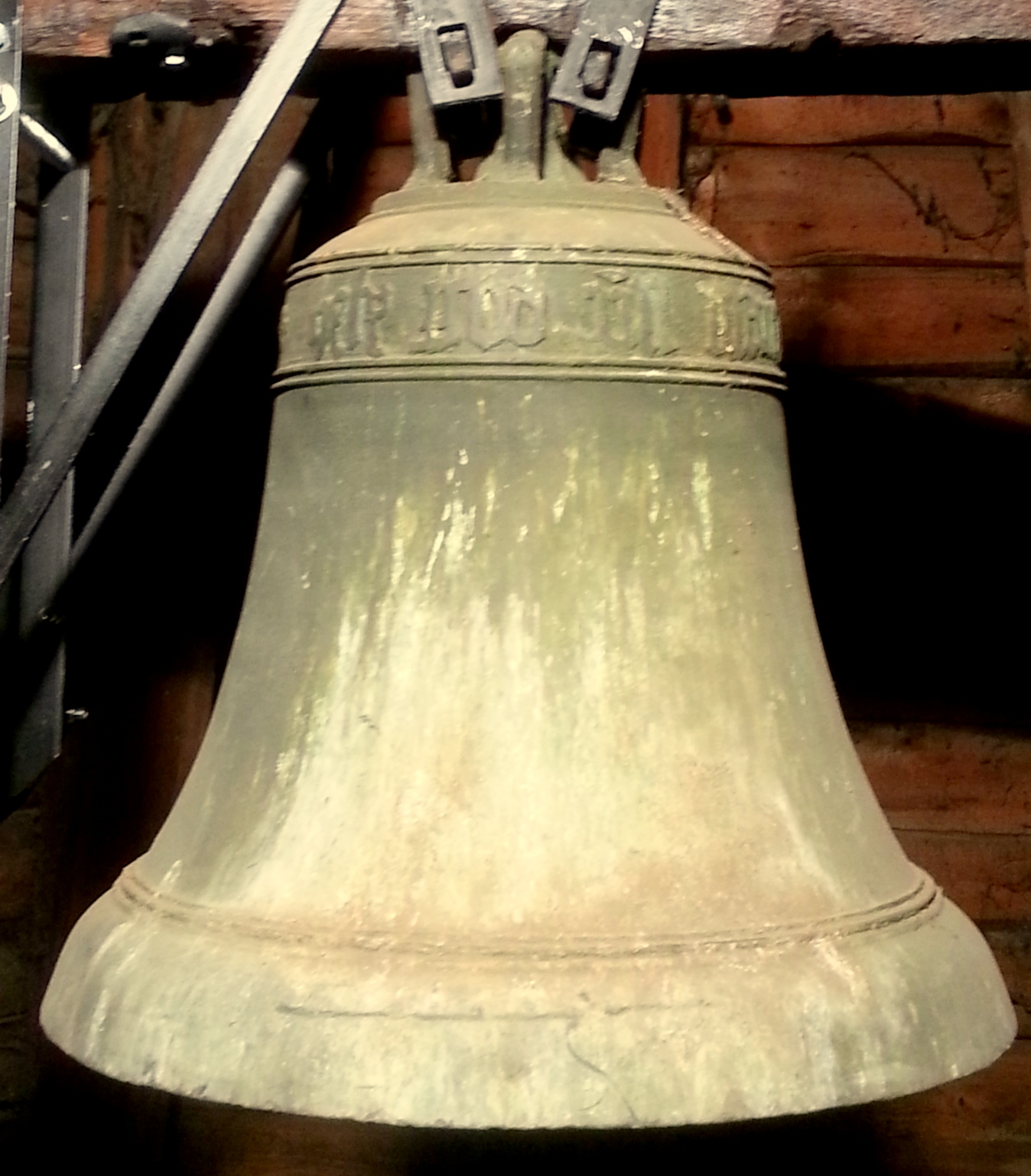

### Gestaltung
Quelle:
| Masse (kg) | Schlagton | Schlagring (mm) | Durchmesser (mm) | Höhe ohne Krone (mm) | Krone/Kronenplatte | Haube | Schulter                         | Flanke        | Wolm       | Innen |
| ---------- | --------- | --------------- | ---------------- | -------------------- | --- | --- | -------------------------------- | ------------- | ---------- | --- |
| 85         | g2        | 35              | 498              | 425                  | Sechs zugespitzte Henkel und eine Mittelöse. Henkel auf der Vorderseite sind dreiseitig geformt, während der Fuß in seiner Stärke ansteigt. Die Kronenplatte ist flach und der Absatz verjüngt sich zur Haube. | Leicht gewölbt abfallend, mit einem Steg, der zur Kronenplatte führt, und einer schmalen Rundung in Richtung der Schulter. | Inschrift in gotischen Minuskeln | Gießerzeichen | Drei Stege | Zwei Bereiche mit aufgeschlagenem Kern. Klöppelöse ist noch erhalten. älterer, keulenförmiger Klöppel vorhanden. |

### Inschrift
Die Inschrift ist in gotischen Minuskeln gehalten und beginnt mit einem Kreuz:
+ help god vn(d)mAria anno d(omi)ni m ccccc vi
Inschrift Übersetzt:
+ Helfe Gott und Maria im Jahre 1506

### Gießerzeichen
Das Gießerzeichen, das an der Flanke der Glocke platziert ist, konnte bislang nicht namentlich identifiziert werden und wurde auch an keiner anderen Glocke in Mecklenburg oder den angrenzenden Regionen nachgewiesen. Zudem lässt die in dieser Region ungewöhnliche Inschrift auf eine „nicht-mecklenburgische“ Provenienz der Glocke schließen.

## Ausstattung

### Kapelle
In der kleinen, achteckigen Chorschlusskapelle thronte ein schlichter Holzaltar, der ein eindrucksvolles Ölgemälde eines Heiligen zierte. Dieses Kunstwerk wurde von zwei eleganten Fialen flankiert und mit einem altargemäßen Kreuz geschmückt. Auf dem Altar erhoben sich vier Leuchter: zwei kleinere und zwei größere. Die Kapelle war mit gestuften, hölzernen Sitzreihen ausgestattet, die an ein traditionelles Chorgestühl erinnerten. Die Wände waren in einer ansprechenden Kombination aus Leimfarben gestaltet, die über einer angedeuteten Sockelzone mit einer gemalten Verblendmauerwerksimitation schwebte. Die übrigen Wandflächen erstrahlten in schlichtem Weiß und wurden durch rundbogenförmige Bleiglasfenster mit blauen Umrandungen erhellt. Den oberen Abschluss des Raumes bildete eine stilvolle Holzbalkendecke, die durch einen schlichten Fries mit Blattmotiven verziert wurde.

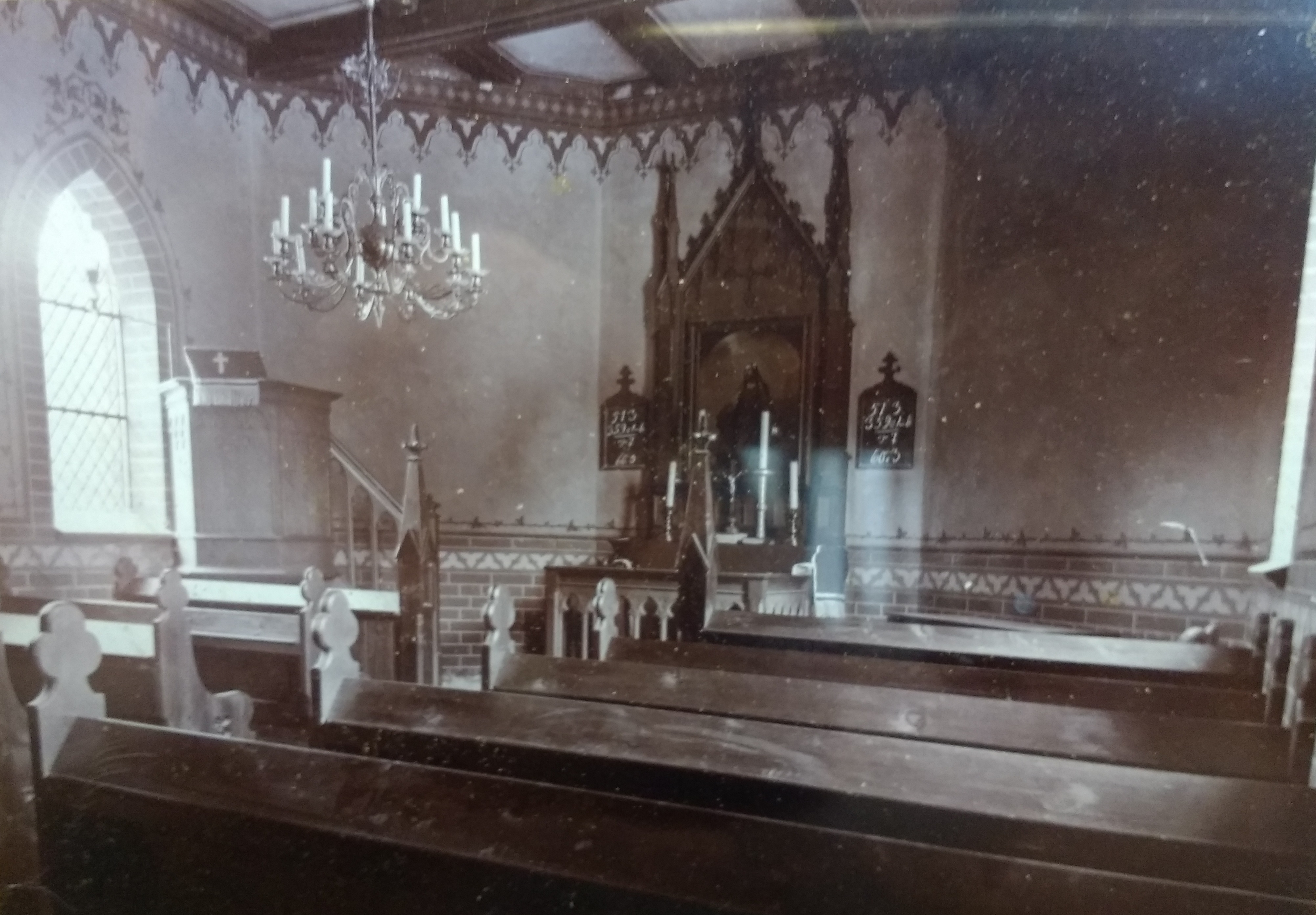

### Kleinkunstwerke
Kelch
Silbervergoldeter Kelch auf rundem Fuß. Auf dem Fuß sitzt auf genietet das  dänische Wappen, dem als Herzschild das Schleswig-Holsteinische Wappen aufgelegt ist. Darum gelegt ist ein Spruchband:
Inschrift unter dem Fuß:
Leuchter

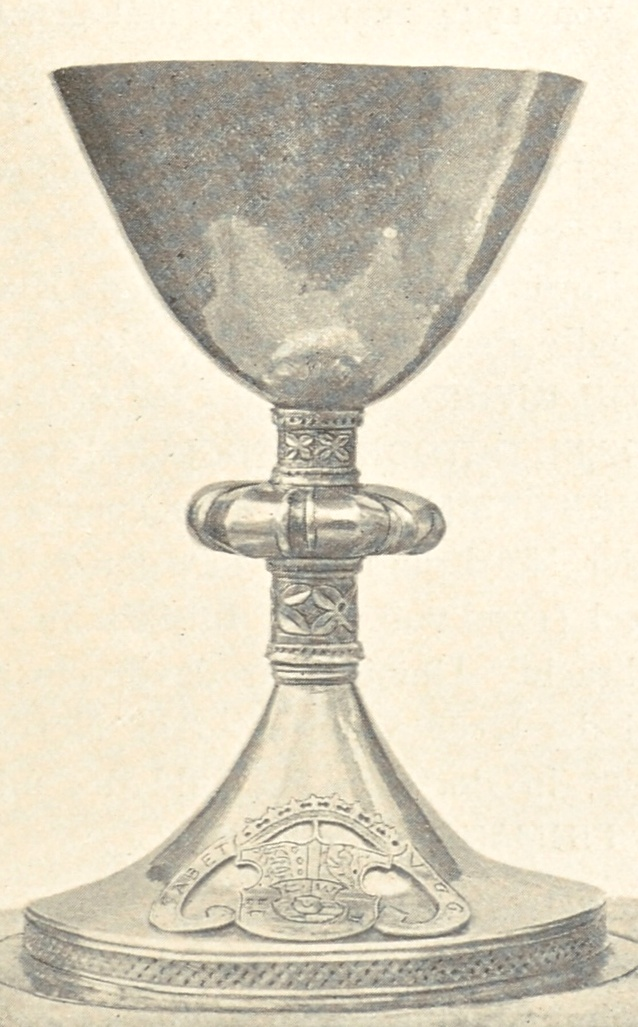

Zwei Leuchter aus Messingguss ohne Inschriften, sowie zwei höhere Leuchter aus Zinn, die mit Inschriften verziert waren.
Inschrift des einen Leuchters:
Inschrift des zweiten Leuchters:
Stempel des zweiten Leuchters: